# Linów-Kolonia
Linów-Kolonia – wieś sołecka w Polsce położona w województwie świętokrzyskim, w powiecie sandomierskim, w gminie Zawichost.
W latach 1975–1998 miejscowość administracyjnie należała do województwa tarnobrzeskiego.

## Części wsi
| SIMC    | Nazwa      | Rodzaj    |
| ------- | ---------- | --------- |
| 0811649 | Borki      | część wsi |
| 0811655 | Okręglica  | część wsi |
| 0811661 | Pasy       | część wsi |
| 0811684 | Wylesienie | część wsi |

## Historia
Linów Stary i Nowy - tak opisano w XIX wieku dwie wsie nad rzeką Wisłą w powiecie opatowskim, gminie Lasocin, parafii Trójca.
Położone na krawędzi wyniosłego brzegu doliny Wisły odległe od Opatowa 31 wiorst. Posiada młyn wodny i fabrykę znanych w kraju całym pługów, wyrabianych według pomysłu właściciela Lisowa Romana Cichowskiego. W 1827 r. było tu 79 domów, 451 mieszkańców obecnie jest gruntu dworskiego 2400 mórg włość. 232 mórg domów drew. 51, mur. 2, mieszkańców 477.

Opis fabryki R. Cichowskiego przez J. K. Gregorowicza w „Kłosach t.,15.
W XV wieku Linów należał do parafii w pobliskim Zawichoście i był dziedzictwem Jana Linowskiego herbu Rawa.

Istniała również w pobliżu Linowska Wola, zwana obecnie Linów Nowy (Długosz L.B. t.I s.196 i t.II s.494).
Według Towarzystwa Kredytowego Ziemskiego, dobra Linów składały się z folwarków:
Linów Górny, Linów Dolny i Góry. Rozległość wynosi mórg 2609 folwark Linów Górny: grunta orne i ogr. mórg 398, łąk mórg 42, lasu mórg 628, nieużytki i place mórg 31, razem mórg 1094, budynków murowanych 1, z drzewa 18
Folwark Linów Dolny: grunta orne i ogrodów mórg 458, łąk mórg 157, pastwisk mórg 196, wody mórg 6, lasu mórg 145, nieużytki i place mórg 74, razem mórg 1036 budynków murowanych 2, z drzewa 12.
Folwark Góry: grunta orne i ogr. mórg 193, lasu mórg 279, nieużytki i place mórg 7, budynków z drzewa 7 płodozmian po folwarkach zaprowadzony 7. 8. i 14. Wieś Linów osad 40, z gruntem mórg 202.